# Martin Peters
Martin Stanford Peters MBE, (ur. 8 listopada 1943 w Londynie, zm. 21 grudnia 2019) – angielski piłkarz, skrzydłowy lub pomocnik. Mistrz świata z roku 1966.
W latach 1959–1970 był piłkarzem West Ham United. W pierwszym zespole debiutował w 1962 i w następnych latach w 302 meczach zdobył 81 bramek. W 1965 wywalczył Puchar Zdobywców Pucharów.
Od 1970, przez pięć sezonów, był piłkarzem Tottenhamu. Największy sukces odniósł w 1972 – Koguty zdobyły wówczas Puchar UEFA. W 1975 odszedł do grającego w drugiej lidze Norwich City. Nowemu zespołowi pomógł w awansie i w jego barwach do 1980 rozegrał 206 spotkań. Karierę kończył w Sheffield United F.C.
W reprezentacji Anglii zagrał 67 razy i strzelił 20 bramek. Debiutował w maju 1966 w meczu z Jugosławią, niedługo przed finałami MŚ. Był ważną częścią zespołu mistrzów świata, choć na boisku pojawił się dopiero w drugim meczu Anglików (z Meksykiem) w turnieju. Począwszy od tego meczu miał pewne miejsce w podstawowej jedenastce i w meczu finałowym, wygranym z RFN 4:2, strzelił jedną z bramek.
Brał udział w MŚ 70. Reprezentacyjną karierę zakończył w 1974, wkrótce po przegranych z Polską eliminacjach MŚ 74 (był kapitanem drużyny w meczu na Wembley).
W 2016 zdiagnozowano u niego chorobę Alzheimera.
Martin Peters, Geoff Hurst i Bobby Moore (WHU) oraz Ray Wilson (Everton F.C.) są przedstawieni na pomniku mistrzów świata 1966 – wzorowanym na fotografii wykonanej po finale, który stoi przed stadionem West Ham United w Londynie.